# Le Perrier
 Le Perrier  es una población y comuna francesa, en la región de Países del Loira, departamento de Vendée, en el distrito de Les Sables-d'Olonne y cantón de Saint-Jean-de-Monts.

## Demografía
| 1310 | 1257 | 1218 | 1385 | 1532 | 1506 |
| Para los censos de 1962 a 1999 la población legal corresponde a la población sin duplicidades (Fuente: INSEE [Consultar]) |      |      |      |      |      |